# Hipertricose
Hipertricose (também conhecida como a síndrome do lobisomem[carece de fontes?]) é um termo médico usado para descrever um crescimento excessivo de pêlos no corpo. As pessoas acometidas por este distúrbio apresentam a pele toda coberta de pêlos, exceto as palmas das mãos e dos pés.
Existem basicamente duas variantes da doença, são elas:
- Hipertricose Lanuginosa Congênita: o cabelo é relativamente fino e felpudo e pode chegar a 25 cm de comprimento. Desde a Idade Média, apenas 50 casos foram relatados.[1]

- Síndrome de Abras: nesta variante da doença o cabelo é mais grosso, é colorido, e cresce durante toda a vida.[2]

Como geralmente ocorre com estes tipos raros de anomalias, não se sabe muito a seu respeito. Sabe-se, porém, que se trata de uma mutação genética. Na maioria das vezes, os indivíduos a adquirem através de herança familiar. Essa hereditariedade faz com que seja normal que, em algumas famílias, existam diversos integrantes com esta alteração, visto que existem 50% de chances de que o descendente tenha a síndrome. É interessante ressaltar, porém, que nem sempre as mutações ocorrem de forma hereditária, mas espontaneamente (embora seja ainda mais raro). Não se conhece a localização genética da mutação nem como ela ocorre.
É comum que portadores desse distúrbio sejam discriminados e maltratados física ou psicologicamente, e consequentemente se isolando, fato que os torna mais propensos a ter problemas psicológicos, como por exemplo, a depressão.
Ao longo da história, a maioria das pessoas com essa anomalia se torna famosa, em muitos casos trabalhando inclusive em circos. Um caso ocorrido em Tenerife nas Ilhas Canárias, onde Pedro Gonzalez era exibido por sua família no castelo de Ambras, deu origem ao nome de uma das variantes deste distúrbio.
O tratamento mais eficaz e durador encontrado, até hoje, é a depilação a laser.
O filme Fur, de 2006, relata a história de Lionel, que possuía essa doença e o preconceito sofrido em sua volta. Outro exemplo é narrado no filme Løvekvinnen, de 2016, onde a pequena Eva nasce prematuramente em 1912 com a doença. Filha de um funcionário da estação de trem de uma cidade da Noruega e de uma jovem e linda mulher que morre em seu parto, a protagonista vive de forma isolada grande parte de sua vida, mas termina destacando-se na Matemática.

## Portadores de hipertricose notórios
- Alice E. Doherty: mulher norte-americana. Era atração em shows de horrores.
- Jesús Aceves: homem mexicano natural de Loreto, Zacatecas. É a segunda pessoa da sua família a nascer com a anomalia.
- Fyodor Yevtishchev: homem russo que foi uma famosa atração em shows de horrores. Era conhecido como "Jo Jo, o Menino Cão".
- Julia Pastrana: mulher indígena mexicana
- Kemelly Vitória de Sousa: menina brasileira nascida em 2015.
- Pedro Gonzalez: nobre espanhol nascido na Província Santa Cruz de Tenerife.
- Stephan Bibrowski: homem russo que foi uma famosa atração em shows de horrores. Era conhecido como "Lionel, o Leão com Cara de Homem".
- Supattra Sasupan: indiana nascida em 05 de agosto de 2000 (24 anos). Em 2011 foi incluída no Guinness World Records como "a garota mais peluda do mundo".